# Rusaniv, Brovarî
Rusaniv (în ucraineană Русанів) este localitatea de reședință a comunei Rusaniv din raionul Brovarî, regiunea Kiev, Ucraina.

## Demografie
Componența lingvistică a localității Rusaniv
     Ucraineană (97,33%)
     Rusă (2,37%)
     Alte limbi (0,24%)
Conform recensământului din 2001, majoritatea populației localității Rusaniv era vorbitoare de ucraineană (97,33%), existând în minoritate și vorbitori de rusă (2,37%).